# Décembre 2005 en Afrique

## Jeudi1erdécembre
- Éthiopie : Le tribunal fédéral d’Addis-Abeba a, pour la 3e fois, prolongé de 15 jours la détention de 19 dirigeants du principal parti de l’opposition, la Coalition pour l’unité et la démocratie (CUDP).

## Samedi3 décembre
- Afrique, France : 23e sommet Afrique-France à Bamako les 3 et 4 décembre. La capitale malienne accueille les chefs d’État et de gouvernement de 51 pays africains et de la France autour du thème « la jeunesse africaine, sa vitalité, sa créativité, ses aspirations ». L’émigration et les conflits ont également été à l’ordre du jour. Le président ivoirien Laurent Gbagbo était absent, justifiant son absence par l’attaque d’un camp de gendarmerie à Agban le 1er décembre.

- Gabon : Pierre Mamboundou, président de l'Union du peuple gabonais et Zacharie Myboto, tous deux candidats à l’élection présidentielle du 27 novembre, ont appelé les Gabonais à la « désobéissance civile » pour protester contre la victoire frauduleuse du président Omar Bongo Ondimba.

## Dimanche4 décembre
- Côte d’Ivoire : Charles Konan Banny, gouverneur de la Banque centrale des États de l'Afrique de l'ouest (BCEAO), a été désigné dimanche Premier ministre. Cette nomination est intervenue à l’issue de la visite à Abidjan d’Olusegun Obasanjo, président de l’Union africaine et de Thabo Mbeki, président de l’Afrique du Sud. Elle a été approuvée par le mouvement rebelle des Forces nouvelles et par les partis de l’opposition. Charles Konan Banny doit former un gouvernement qui a pour mission de mettre en place le désarmement et organiser l’élection présidentielle avant le 30 octobre 2006.

## Samedi10 décembre
- Nigeria : Un nouvel accident d’avion s’est produit à Port Harcourt. Un DC-9 de la compagnie Sosoliso s’est écrasé faisant 107 morts, dont 75 élèves du collège jésuite Ignatius Loyola d’Abuja.

## Mercredi14 décembre
- Rwanda : Le Tribunal pénal international pour le Rwanda a condamné à 25 ans de prison Aloys Simba, ancien officier de l’armée et ancien parlementaire reconnu coupable d’avoir incité des miliciens à tuer des civils dans la préfecture de Gikongoro et de leur avoir fourni des armes pendant le génocide au Rwanda.

- Tanzanie : Élection présidentielle. Jakaya Kikwete, ministre des affaires étrangères et candidat du parti au pouvoir, le Chama cha Mapinduzi (CCM) l’a emporté avec 80,3 % des suffrages selon la Commission électorale. Ibrahim Lipumba, candidat du Front civique uni (CUF), principale formation de l'opposition a obtenu 11,6 % des voix.

## Jeudi15 décembre
- Côte d’Ivoire : Le Conseil de sécurité des Nations unies a adopté une résolution prorogeant jusqu’au 15 décembre 2006 certaines dispositions de la résolution 1572 adoptée le 15 novembre 2004, notamment l’embargo sur les ventes d’armes à destination de la Côte d’Ivoire et les sanctions contre les personnes entravant le processus de paix. La nouvelle résolution instaure également un embargo contre l’importation de diamant en provenance de Côte d’Ivoire.

- Sierra Leone : La Mission des Nations unies en Sierra Leone (Minusil) a fini le retrait de des troupes, 6 ans après la fin de la guerre civile

## Vendredi 16 décembre
- Érythrée : La Mission des Nations unies en Érythrée et en Éthiopie (Minuee) a évacué en deux jours 180 de ses membres (sur les 3794 membres présents) conformément à l’ordre donné par le gouvernement érythréen qui avait exigeait le départ des américains, canadiens, européens et russes. Les autorités de l’Érythrée considère que l’Onu soutien l’Éthiopie dans son refus d’accepter les frontières définies par une commission indépendante comme convenu lors de l’accord de paix conclu le 12 décembre 2000.

## Samedi17 décembre
- Maroc : Décès à Casablanca du cinéaste Mohamed Ousfour considéré comme le pionnier du cinéma marocain.

## Dimanche 18 décembre
- Guinée : élections des conseillers communaux et communautaires. L’ensemble des partis politiques guinéens participe à ces élections. Le Parti de l'unité et du progrès (PUP, au pouvoir) a remporté 31 communes sur 38, dont les cinq communes composant Conakry, et 241 Communautés rurales de développement sur 303.

- République démocratique du Congo : un référendum pour l’adoption d’une nouvelle constitution a été organisé. Selon les résultats provisoires publiés par la Commission électorale indépendante le 20 décembre, le oui l’a emporté avec environ 78 % des suffrages. Ce référendum est une première étape dans le processus devant achever la transition démocratique, des élections générales doivent se tenir d’ici juin 2006.

- Tchad : une attaque armée a été menée contre une garnison installée dans l’est du pays. Le gouvernement tchadien accuse le Soudan d’être responsable  de cette attaque.

## Lundi19 décembre
- Kenya : ouverture, dans les locaux de l’Université de Nairobi, de l’Institut Confucius dont la vocation est d’enseigner la langue et de faire connaître la culture chinoise en Afrique.

- Ouganda, République démocratique du Congo : La Cour internationale de justice (CIJ) a  condamné l’Ouganda pour être responsable entre août 1998 et juin 2003 de l’« occupation de l’Ituri », de « violation des lois internationales sur les droits de l’Homme », d’« usage illégale de la force» et de « pillages et exploitations des ressources naturelles » en République démocratique du Congo ».

## Mardi20 décembre
- Liberia : Le Conseil de sécurité des Nations unies, considérant que la situation du pays « continue de constituer une menace pour la paix internationale et la sécurité dans la région », a reconduit les embargos sur les armes et l’importation de bois et de diamants libériens.

- Nigeria : Une explosion a provoqué un incendie d’un oléoduc de la compagnie Shell dans le Delta du Niger au sud de pays. L’incendie a été maîtrisé au bout de trois jours. Selon la compagnie pétrolière, l’explosion serait due à un acte de sabotage. Le 22 décembre, le président Olusegun Obasanjo a décrété l’état d'alerte maximum pour les forces de sécurité déployée dans le Delta du Niger.

## Mercredi21 décembre
- Liberia : George Weah a annoncé qu’il retirait sa plainte pour fraude électorale et acceptait la victoire de Ellen Johnson-Sirleaf à l'élection présidentielle.

## Jeudi 22 décembre
- Rwanda : La justice belge a confirmé que le corps retrouvé dans un canal bruxellois le 17 décembre était celui de Juvénal Uwilingiyimana, ancien ministre rwandais inculpé de génocide par le Tribunal pénal international pour le Rwanda en juin 2005.

## Mardi27 décembre
- Côte d’Ivoire : La rébellion ivoirienne des Forces nouvelles (FN) menace, de ne pas siéger dans le gouvernement de transition dirigé par Charles Konan Banny si le Front populaire ivoirien (FPI) du président Laurent Gbagbo obtenait les trois ministères des Finances, de la Défense et de la Sécurité.

## Mercredi28 décembre
- Côte d’Ivoire : Le premier ministre Charles Konan Banny a formé son gouvernement. Les 32 ministres sont issus du parti présidentiel le Front populaire ivoirien, des partis de l’opposition, le Parti démocratique de Côte d'Ivoire (PDCI) et le Rassemblement des républicains ainsi que des rebelles des Forces nouvelles. Leur leader, Guillaume Soro devient ministre d’État chargé du Programme de reconstruction et de réinsertion.

## Vendredi 30 décembre
- Égypte : les autorités égyptiennes ont violemment évacué un campement de 2 000 Soudanais, réfugiés en Égypte, déboutés du droit d’asile et manifestant devant le bureau du HCR au Caire. Selon les chiffres de la police, 27 Soudanais, dont 5 enfants, sont morts au cours de l’évacuation. Selon des représentants du HRC, qui avait demandé l'évacuation des manifestants par des voies pacifiques, 150 personnes ont été tués[1] (voir HCR).

## Samedi 31 décembre
- Burundi : début du retrait progressif des 5 364 soldats de l’Opération des Nations unies au Burundi (ONUB). Les « casques bleus » de l’Onub, déployés depuis juin 2004 pour aider à consolider la paix et la réconciliation nationale, après douze ans d'une guerre civile doivent avoir quitté le Burundi en décembre 2006.